# Jahorlytska-bugten
Jahorlytska-bugten (ukrainsk: Ягорлицька затока) er en lavvandet bugt nær Ukraines kyst (mellem halvøerne Jahorlytskyj og Kinbu-rn-halvøen), det nordlige Sortehav. Bugten er adskilt fra havet af en kæde af øerne Dovhyi og Kruhlyi. Det er adskilt fra Tendra- bugten af Yahorlyk Kut.
Bugten er 26 km lang, 15 km bred, op til 5 m dyb.